# Theo Coenen
Theo Coenen (Tivoli, 1945) is een Nederlands beeldhouwer en omgevingskunstenaar.

## Leven en werk
Coenen werd geboren in Tivoli in de gemeente Geldrop, door een grenswijziging valt dat sinds 1972 onder Eindhoven. Hij leerde metaalbewerking aan de lts en de Derde Avondsnijverheidsschool. Hij werkte vervolgens van 1960 tot 1977 in de metaalindustrie. Hij werd in 1978, na een gesprek met directeur Ad van den Berg en docent Marius van Beek toegelaten aan de Koninklijke Academie voor Kunst en Vormgeving in Den Bosch. Hij verliet de academie nadat David van de Kop zich openlijk afvroeg wat hij Coenen moest leren, omdat deze al een eigen weg was ingeslagen. Coenen maakt plastieken van staalplaat, waarbij hij geregeld kiest voor een ritmische herhaling of stapeling. In 1980 werd hij lid van de Nederlandse Kring van Beeldhouwers.

## Enkele werken
- 1979 Doorgroei, Achter de tuintjes, Gilze
- 1981-1982 zonder titel, Sportlaan, Nuenen
- 1985 Vijf poorten, Donizettilaan, Gestel
- 1990 Stapeling, Oude Liesselseweg, Deurne
- 1992 Stadsvernieuwingsmonument, Hagenkampweg-Zuid, Eindhoven
- 1993 Museumteken, Vonderweg, Eindhoven
- 1997 Trap, Boschdijk, Eindhoven
- 2000 Stapeling, H. Dunantstraat, bij Jeroen Bosch Ziekenhuis, 's-Hertogenbosch

## Foto's

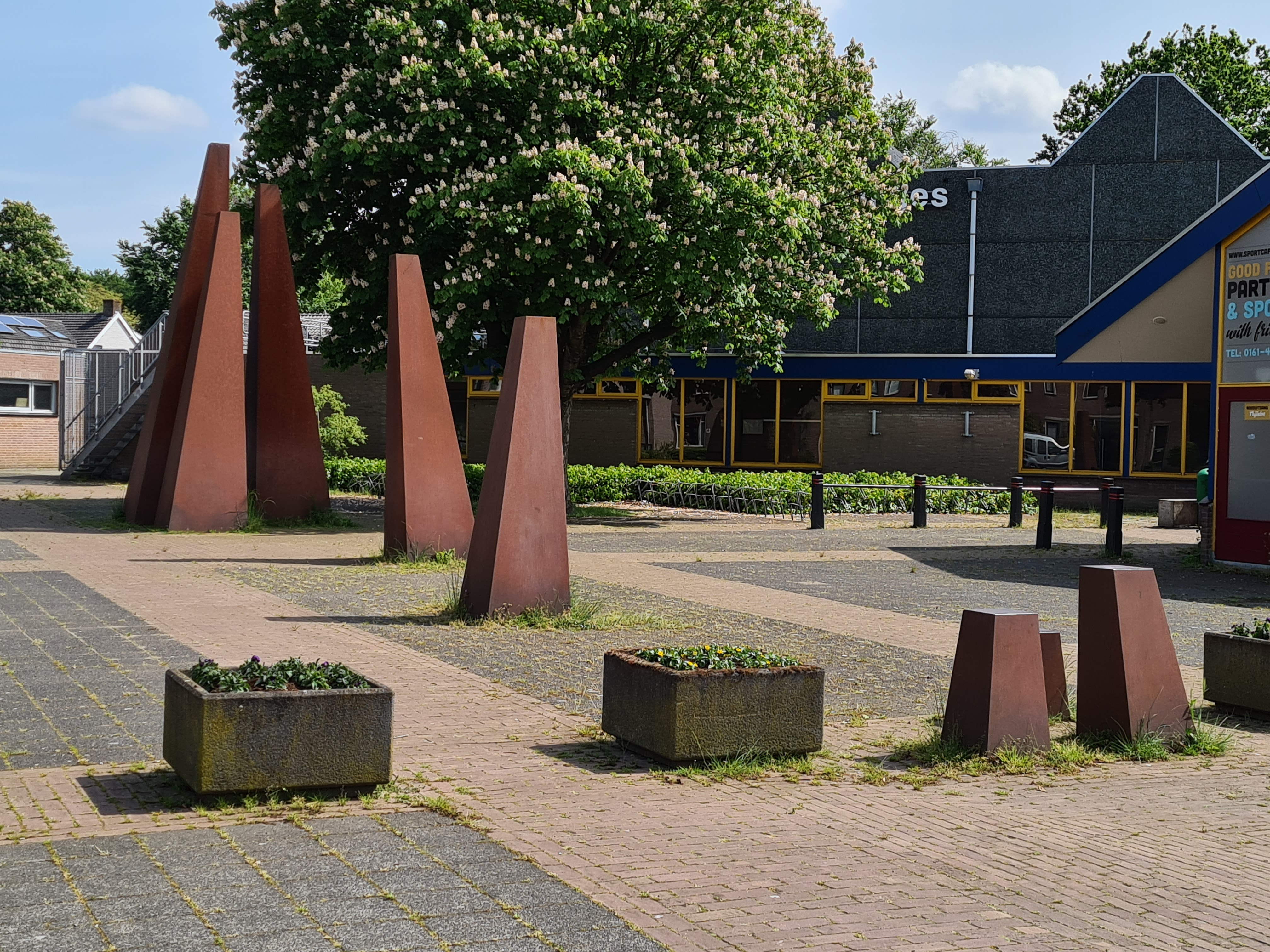
Doorgroei (1979)
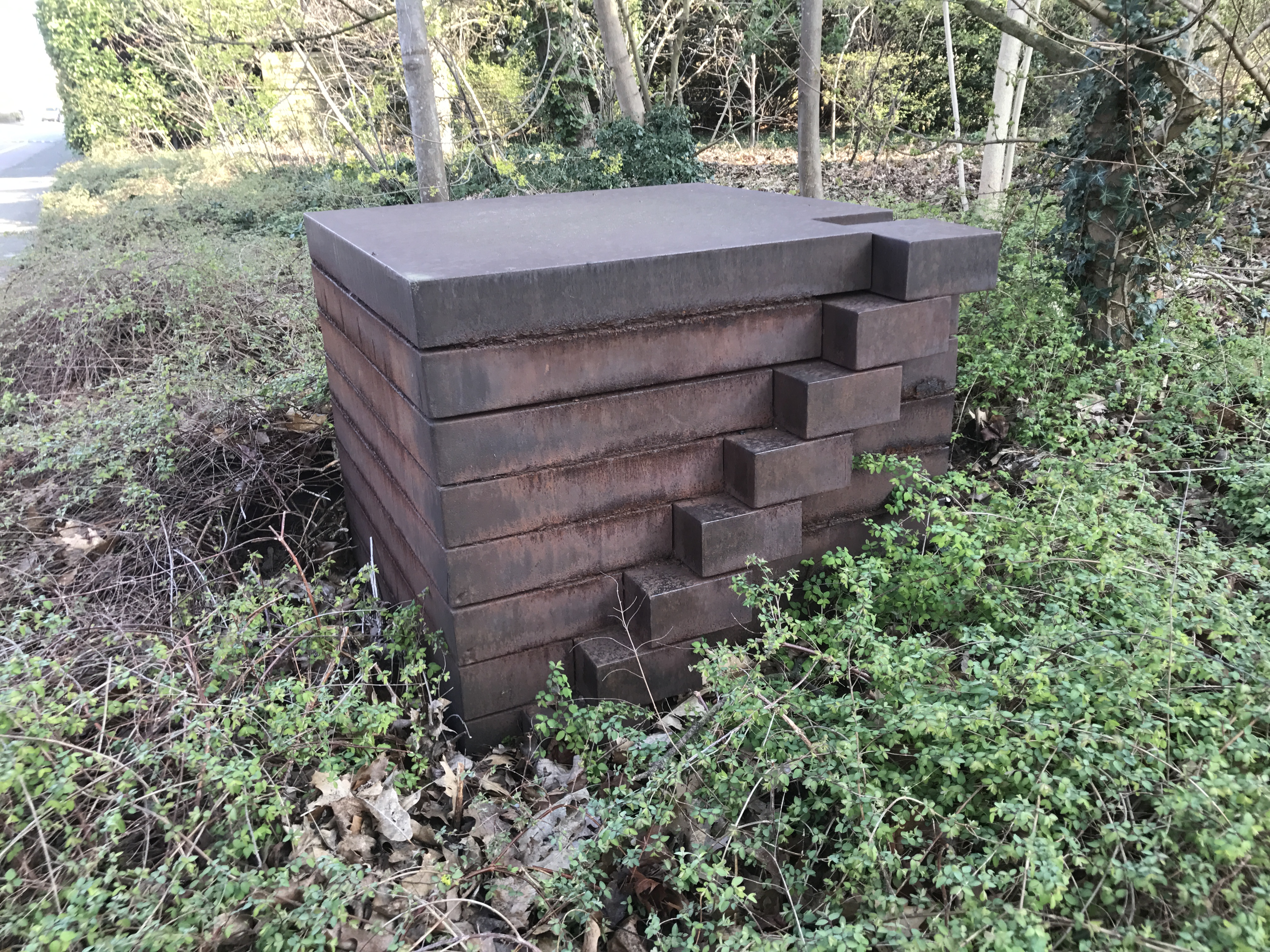
Stapeling (1990)
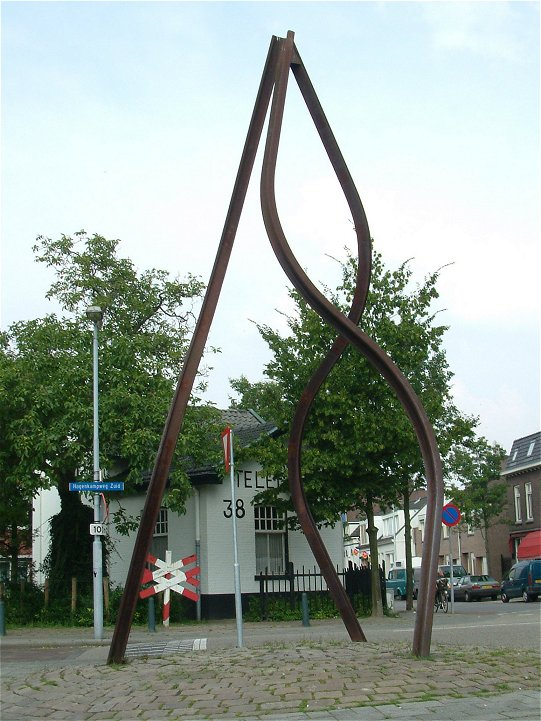
Stadsvernieuwingsmonument (1992)
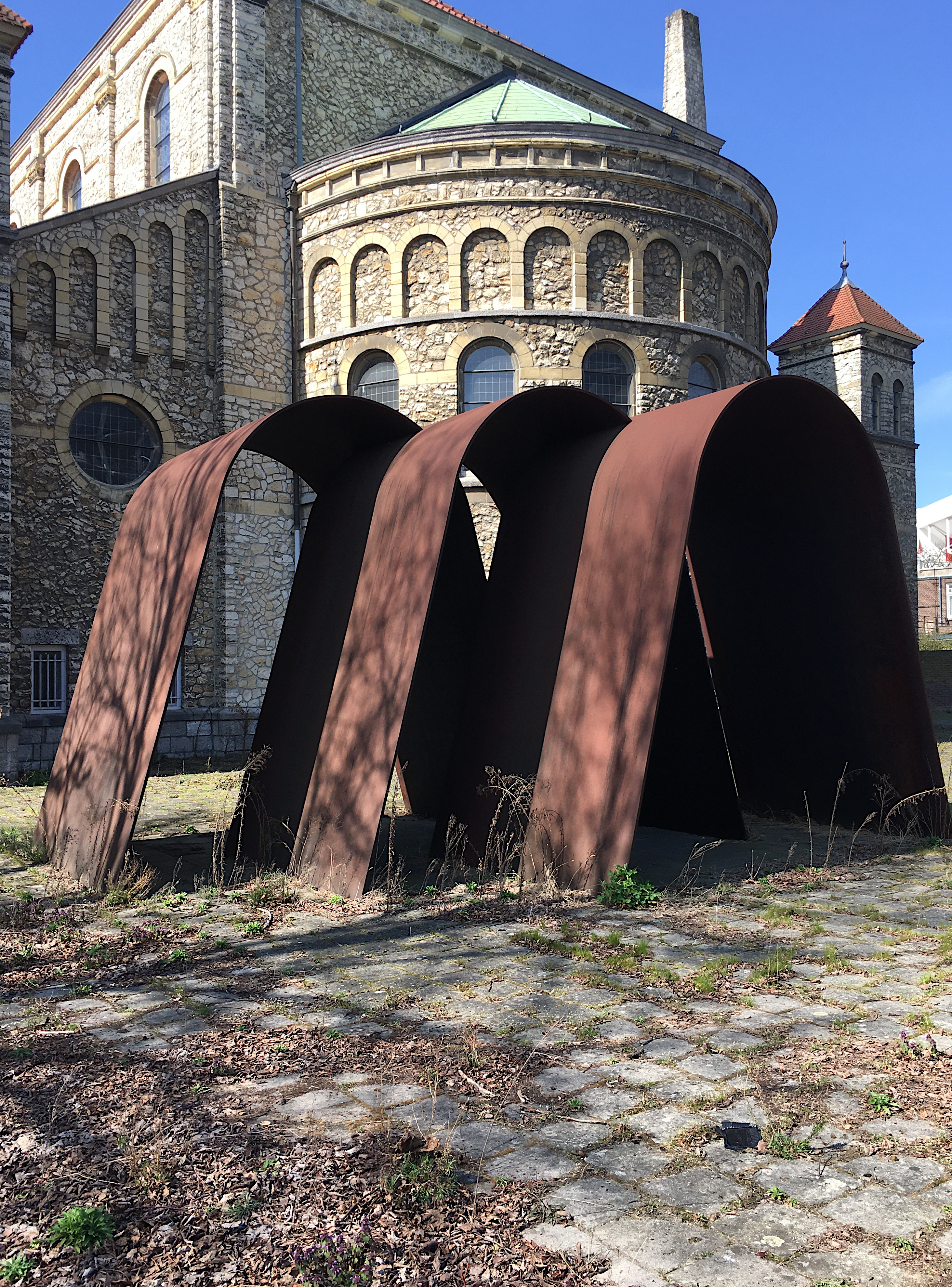
Museumteken (1993)
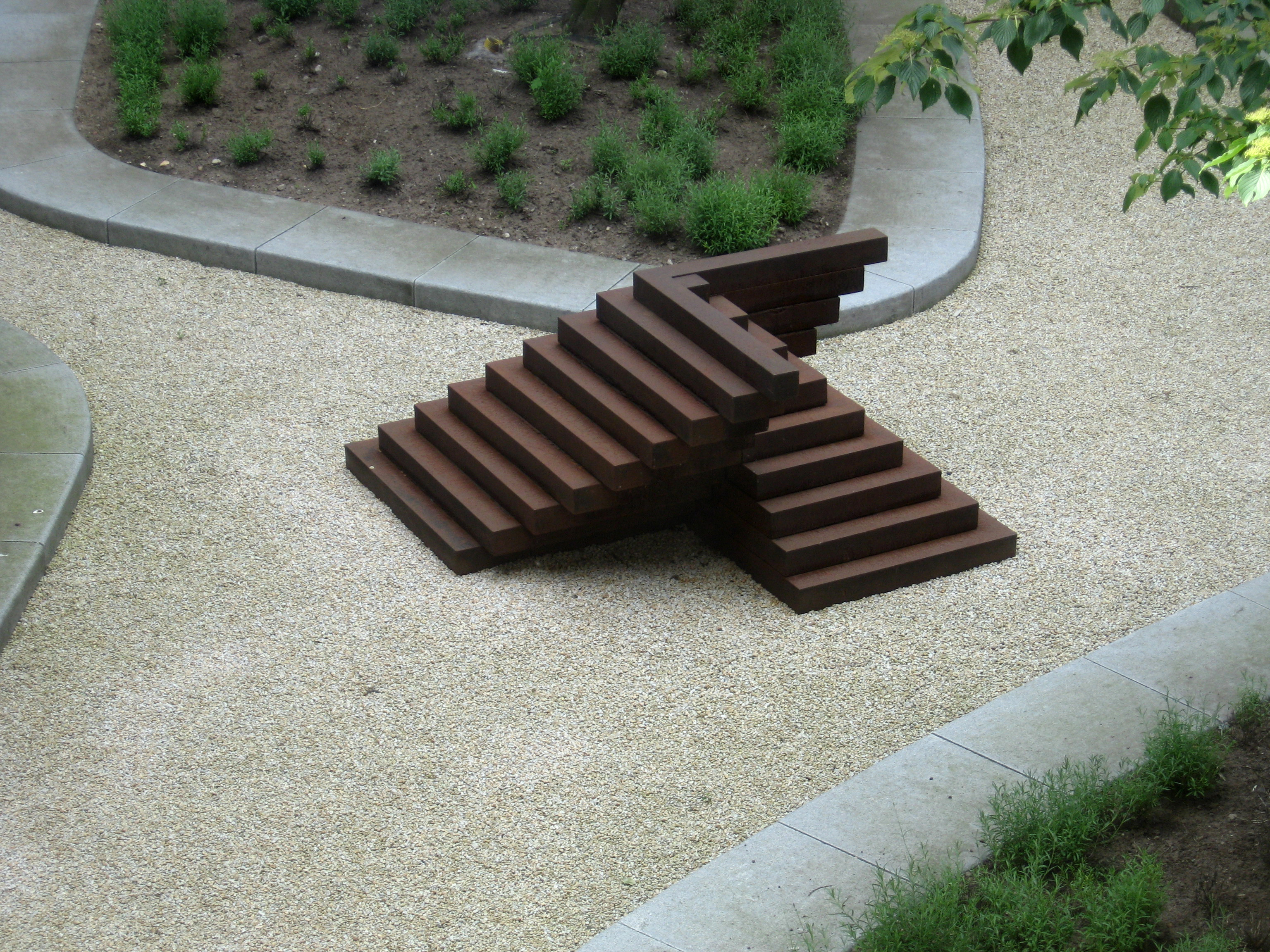
Stapeling (2000)